# Pośrednia Durna Baszta
Pośrednia Durna Baszta (słow. Prostredná pyšná bašta) – turnia w środkowym fragmencie Durnej Grani w słowackiej części Tatr Wysokich. Na północy graniczy z Zadnią Durną Basztą, od której oddziela ją Pośredni Durny Karb, natomiast na południe od Pośredniej Durnej Baszty położona jest Skrajna Durna Baszta, oddzielona Niżnim Durnym Karbem. Pośrednia Durna Baszta jest stosunkowo mało wybitna.
Turnia jest wyłączona z ruchu turystycznego. Zachodnie stoki Pośredniej Durnej Baszty opadają do Spiskiego Kotła, natomiast wschodnie do Klimkowego Żlebu – dwóch odgałęzień Doliny Małej Zimnej Wody i jej górnego piętra, Doliny Pięciu Stawów Spiskich. Drogi dla taterników prowadzą na wierzchołek granią od południa lub od północy oraz z Klimkowego Żlebu i Spiskiego Kotła. Najdogodniejsza droga prowadzi od strony Klimkowego Żlebu piarżysto-skalisto-trawiastym stokiem. Przejście ścianą zachodnią jest bardzo trudne i wymaga obejścia wielkiej wnęki po obrywie skalnym.
Pierwsze wejścia na Pośrednią Durną Basztę miały miejsce przy okazji pierwszych przejść Durnej Grani.

## Przypisy

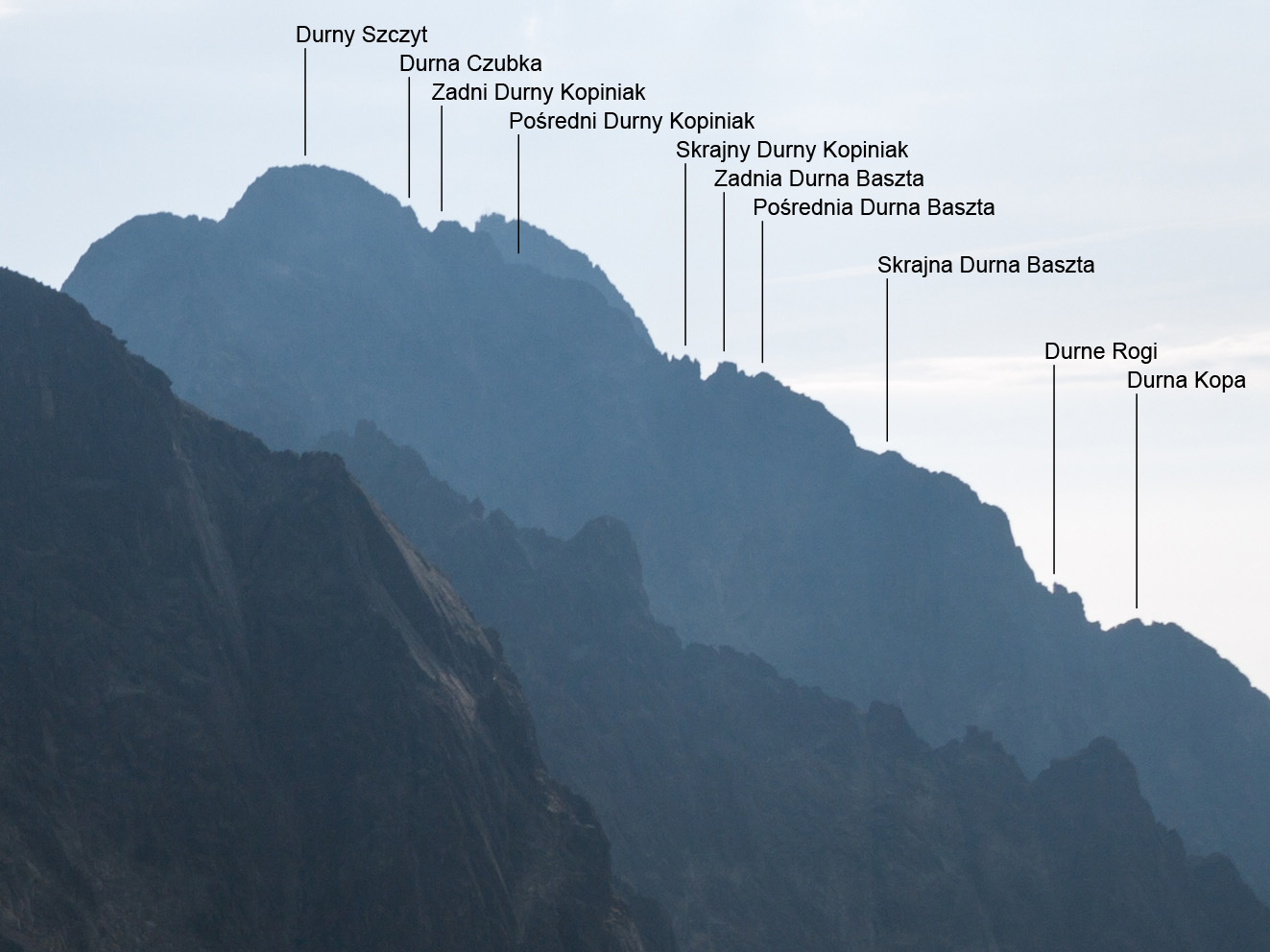
Widok na Durną Grań ze Śnieżnego Zwornika